# Seepactis
Seepactis is een geslacht van zeeanemonen uit de klasse van de Anthozoa (bloemdieren).

## Soort
- Seepactis galkini Sanamyan & Sanamyan, 2007